# Centrophorus seychellorum
O Centrophorus seychellorum é uma espécie de tubarão pertencente à familia Centrophoridae.